# Whatever Happened, Happened
"Whatever Happened, Happened" es el undécimo episodio de la quinta temporada de la serie de televisión Lost, de la cadena ABC. Fue escrito por los productores ejecutivos Damon Lindelof y Carlton Cuse y fue dirigido por Bobby Roth. Fue emitido el 1 de abril de 2009 en Estados Unidos y Canadá.

## Trama

### En la isla
En 1977 Jin recupera el conocimiento y se da cuenta de que el niño Ben fue herido gravemente por una bala disparada por Sayid. Lleva rápidamente a Ben a las barracas para que lo atienda Juliet pero ella le informa a Sawyer que para salvar al niño es necesario un cirujano. Sawyer acude a Jack Shephard pero él se niega por tratarse de Ben, cuyo futuro conoce. Kate oye la conversación extrañada por la respuesta de Jack y le exige salvar a Ben, pero él reitera su negativa.
Mientras tanto Hugo y Miles discuten qué pasará si muere Ben niño. Hugo cree que ellos pueden desaparecer, Miles opina que nada va a cambiar y que Ben sobrevivirá y Hugo pregunta por qué entonces el Ben viejo no recordaba que fue herido por Sayid.
Kate va hasta la enfermería donde Ben está siendo atendido y dona sangre porque ella es "donante universal". El padre de Ben, Roger, muy angustiado conversa con Kate y le cuenta que su hijo le robó las llaves y dejó huir a Sayid.
Cuando está claro que Ben morirá si no recibe un tratamiento especializado, Kate, con el beneplácito de Juliet, decide llevarlo hasta donde Los Otros (los nativos de la isla). Sawyer se une Kate para llevar a Ben con Richard Alpert, quien les advierte que si él se encarga de salvar a Ben, entonces "perderá su inocencia", será uno de Los Otros y nunca recordará que fue herido. Kate y Sawyer aceptan y Richard lleva a Ben dentro del templo que se vio en el episodio "This Place is Death". Uno de sus compañeros pregunta a Richard si no debe informar a Charles y Ellie, pero Richard contesta que no depende de ellos.
El episodio termina en 2007 cuando Ben recupera el conocimiento y es observado por Locke, quien le dice: "Bienvenido a la tierra de los vivos".

### Flashbacks
Kate, tras regresar de la isla en 2004, cumple el compromiso con Sawyer y va a ver a la exnovia de él, Cassidy y la hija de ellos Clementine y les lleva dinero. Kate le confiesa a Cassidy lo que ocurrió y le cuenta que Sawyer está aún en la isla. Según Cassidy, Sawyer no fue un héroe al saltar del helicóptero sino que quería dejar a Kate, quien se quedó con Aaron como si fuera su hijo porque necesitaba de él para superar su apego emocional por Sawyer. Entonces Kate decide regresar a la isla y va a llevar a Aaron donde la verdadera abuela del niño, Carole Littleton. Kate también confiesa la verdad a la sorprendida Carole y le cuenta que regresó a la isla a buscar a su hija Claire y tratar de llevarla de regreso a casa.